# Jouhtijärvi
Jouhtijärvi är en sjö i kommunen Konnevesi i landskapet Mellersta Finland i Finland. Sjön ligger 111 meter över havet. Arean är 78 hektar och strandlinjen är 8,02 kilometer lång. Sjön  ingår i Kymmene älvs huvudavrinningsområde.   Den ligger omkring 58 kilometer nordöst om Jyväskylä och omkring 290 kilometer norr om Helsingfors. 
I sjön finns ön Tupasaari. 